# 大邱大学
大邱大学（韓語：대구대학교）位于大韩民国庆尚北道庆山市，为本科全日制大学。

## 历史
1956年，李永植建立了“大邱大学”，学校建立之初，以特殊教育和社会福利教育为主，至今仍然是学校的特色专业。

## 学校院系
大邱大学拥有12个学院90个专业和9个研究生院。

### 本科专业
- 人文学院，包括10个系：国语国文学系、中国语中国学系、日语日文学系、英语英文学系、德语德文学系、法语法文学系、俄语俄文学系、体育系、体育·生活学系、运动健康科学系[1]
- 法学院，包括2个系：公法学专业、司法学专业[1]
- 行政学院，包括6个系：行政学系、警察行政学系、都市行政学系、地区社会开发·福利学系、都市·地区企划学系，房地产学系[1]
- 经商学院，包括7个系：经济学系、贸易学系、经营学系、会计情报学系、保险金融学系、旅游经营学系、旅游翻译系[1]
- 社会科学学院，包括8个系：社会福利学系、 产业福利学系、 家庭福利学系、国际关系学系、社会学系、新闻广播学系、文献情报学系、心理学系[1]
- 自然科学学院，包括6个系：情报数理学系、电算统计学系、物理学系、化学·应用化学系、生命科学系、遗传工程学专系[1]
- 工学院，包括12个系：建筑工学系、土木工学系、环境工学系、食品工学专业、食品营养学专业、生命工学系、化学工学系、机动车工学专业、产业系统工学专业、机械工学专业、汽车工学专业、造景学系[1]
- 情报通信学院，包括7个系：电子工学专业、通信工学专业、自动化控制专业、多媒体工学专业、电算工学专业、情报工学专业、因特网工学专业[1]
- 造型艺术学院，包括6个系：绘画专业、视觉设计学专业、工艺设计学专业、产业设计专业、影像动画设计专业、时装设计学系、室内环境设计学系[1]
- 康复科学学院，包括5个系：职业康复学系、语言治疗学系、心理康复系、康复工学系、物理治疗学系[1]
- 师范学院，包括15个系：国语教育系、英语教育系、历史教育专业、一般社会教育专业、地理教育专业、幼儿教育系、数学教育系、物理教育专业、化学教育专业、生物教育专业、环境教育系、中等特殊教育专业、初等特殊教育专业、幼儿特殊教育专业、治疗特殊教育专业[1]

### 硕士专业
- 人文学院，包括22个系：国语国文学系、英语英文学系、德语德文学系、旅游经营学系、会计情报学系、产业福利学系、家庭福利学系、社会学系、心理学系、文献情报学系、都市行政学系、都市·地区企划系、房地产学系、地区社会开发福利学系、社会教育学系（历史教育专业、地理教育专业）、幼儿教育学系、特殊教育学系、法学系（公法、私法）、行政学系、经济学系、贸易学系、经营学系[1]
- 自然科学学院，包括11个系：数学系、电算统计学系、物理学系、化学·应用·化学系、生物学系、生命环境学部（城市园艺专业、生物产业专业、食品环境安全学专业）、动物资源学系、山林资源学系、康复工学系、科学教育学部（物理教育专业、生物教育专业、化学教育专业）、食品营养学系[1]
- 工学院，包括11个系：建筑工学系、土木工学系、产业系统工学系、化学工学系、机械工学系、食品工学专业、电子工学专业、情报工学专业、因特网工学专业、造景学系、生命工学系[1]
- 艺术·体育学院，包括6个系：时装设计学系、室内环境设计学系、体育学系、视觉设计学专业、绘画专业、映像·动画设计专业[1]

### 博士专业
- 人文学院，包括17个系：国语国文学系、英语英文学系、旅游经营学系、会计情报学系、产业福利学系、家庭福利学系、幼儿教育学系、社会教育学系、特殊教育学系、都市行政学系、都市·地区企划系、房地产学系、地区社会开发福利学系、法学系（公法、私法）、行政学系、经济学系、经营学系[1]
- 自然科学学院，包括9个系：数学系、物理学系、化学·应用·化学系、生物学系、园艺造景学系、自然资源学系、康复工学系、科学教育学系（物理教育专业、生物教育专业、化学教育专业）、食品营养学系[1]
- 工学学院，包括7个系：建筑工学系、土木工学系、产业系统工学系、生物工学系、食品工学系、电子工学专业、情报工学系、因特网工学专业[1]
- 艺术·体育学院，包括6个系：时装设计学系、室内环境设计学系、体育学系、视觉设计学专业、绘画专业、映像·动画设计专业[1]

## 对外合作
大邱大学和中国大陆、美国、加拿大、日本、澳大利亚等12个国家40多所大学建立了留学合作关系，大邱大学提供50%的奖学金给外国留学生以此吸引外国学生留学。